# Liga Portuguesa de Basquetebol de 2020–21
A Liga Portuguesa de Basquetebol de 2020–21, também conhecida por LPB Placard por razões de patrocínio, foi a 88.ª edição da maior competição de clubes portugueses de basquetebol masculino. Foi a 13.ª temporada desde que foi renomeada para Liga Portuguesa de Basquetebol (LPB).

## Participantes
Após o término abrupto da época 2019–20 por consequência da Pandemia de COVID-19, o Illiabum Clube, por questões financeiras, optou por abdicar do direito de disputar a LPB. A equipa do Ovarense que também se encontra em situação financeira delicada, optou por adaptar o orçamento e permanecer na competição. O Imortal que foi unânime na ProLiga 2019-20 obteve a ascensão para a LPB. O Terceira BC acabou por rebaixado pelo fato de seu desempenho desportivo e deu lugar ao Académica de Coimbra vencedor de seletiva contra do CD Póvoa.
| Equipa      | Localização         | Pavilhão                                             |
| ----------- | ------------------- | ---------------------------------------------------- |
| Académica   | Coimbra             | Pavilhão Multidesportos Dr. Mário Mexia              |
| Barreirense | Barreiro            | Pavilhão Municipal Luís de Carvalho                  |
| Benfica     | Lisboa              | Pavilhão da Luz Nº 1                                 |
| CAB Madeira | Funchal             | Pavilhão do CAB                                      |
| Esgueira    | Esgueira            | Pavilhão Clube do Povo de Esgueira                   |
| FC Porto    | Porto               | Dragão Caixa                                         |
| Galitos     | Barreiro            | Pavilhão Municipal Luís de Carvalho                  |
| Imortal     | Albufeira           | Pavilhão Municipal de Albufeira                      |
| Lusitânia   | Angra do Heroísmo   | Pavilhão Municipal de Desportos de Angra do Heroísmo |
| Maia Basket | Maia                | Pavilhão Nortecoope                                  |
| Oliveirense | Oliveira de Azeméis | Pavilhão Doutor Salvador Machado                     |
| Ovarense    | Ovar                | Arena Dolce Vita                                     |
| Sporting    | Lisboa              | Pavilhão João Rocha                                  |
| Vitória SC  | Guimarães           | Pavilhão Unidade Vimaranense                         |

## Formato competitivo
Na fase regular, as doze equipas classificadas por direito desportivo jogam em duas voltas, como visitante e em casa, as seis melhores equipas desta fase jogam a segunda fase entre si em duas voltas para apurar as colocações que determinarão os confrontos dos playoffs. As outras seis equipas disputam duas outras vagas aos playoffs, sendo que as duas piores classificadas são relegadas à Proliga da temporada seguinte.
Na fase de playoffs as duas equipas classificadas pelo Grupo B são consideradas 7.ª e 8.ª colocadas para fim de confrontos. As séries eliminatórias são em melhor de 5.

## Temporada regular

### Resultados
| Casa\Visitante | AAC    | BAR    | SLB   | CAB    | ESG    | FCP   | GFC    | IBC    | SCL   | MAI    | UDO   | OVA     | SCP    | VIT     |
| -------------- | ------ | ------ | ----- | ------ | ------ | ----- | ------ | ------ | ----- | ------ | ----- | ------- | ------ | ------- |
| Académica      |        | 111-56 | 74-93 | 77-68  | 68-54  | 55-62 | 89-83  | 62-74  | 83-84 | 87-69  | 71-89 | 75-72   | 58-91  | 78-83   |
| Barreirense    | 71-81  |        | 79-92 | 69-86  | 85-89  | 48-94 | 72-85  | 48-89  | 85-86 | 102-97 | 56-93 | 70-73   | 77-103 | 84-89   |
| Benfica        | 115-78 | 112-68 |       | 104-67 | 78-73  | 79-88 | 97-77  | 97-84  | 93-89 | 93-73  | 90-74 | 92-72   | 75-87  | 102-60  |
| CAB Madeira    | 92-91  | 118-89 | 66-92 |        | 91-97  | 73-78 | 102-87 | 75-94  | 87-81 | 95-72  | 81-75 | 101-103 | 72-87  | 85-66   |
| Esgueira       | 75-83  | 80-82  | 77-92 | 65-66  |        | 72-73 | 80-61  | 54-76  | 65-80 | 88-70  | 68-82 | 73-85   | 70-83  | 97-88   |
| FC Porto       | 101-65 | 99-59  | 79-87 | 99-72  | 91-78  |       | 82-55  | 70-50  | 86-82 | 81-44  | 97-72 | 95-55   | 81-78  | 76-71   |
| Galitos        | 79-76  | 71-69  | 78-74 | 83-69  | 74-92  | 70-78 |        | 62-76  | 92-93 | 76-74  | 62-73 | 103-98  | 53-73  | 66-82   |
| Imortal        | 95-69  | 96-86  | 93-86 | 93-82  | 101-50 | 99-95 | 100-87 |        | 81-72 | 77-103 | 79-90 | 76-95   | 102-98 | 83-76   |
| Lusitânia      | 93-83  | 87-67  | 69-82 | 102-97 | 79-75  | 73-82 | 89-86  | 62-76  |       | 93-67  | 92-82 | 75-69   | 65-74  | 87-70   |
| Maia Basket    | 63-80  | 79-77  | 95-84 | 73-85  | 86-82  | 65-92 | 81-85  | 74-97  | 65-76 |        | 68-80 | 80-96   | 71-95  | 65-83   |
| Oliveirense    | 88-85  | 102-54 | 94-81 | 87-79  | 86-81  | 85-82 | 88-57  | 84-71  | 84-90 | 87-59  |       | 97-77   | 87-76  | 101-78  |
| Ovarense       | 93-75  | 115-75 | 76-91 | 85-87  | 71-99  | 56-66 | 83-73  | 59-84  | 87-97 | 81-71  | 56-73 |         | 92-97  | 108-118 |
| Sporting       | 82-47  | 101-50 | 67-63 | 104-69 | 97-68  | 63-57 | 99-61  | 101-72 | 89-84 | 96-66  | 85-78 | 89-58   |        | 112-71  |
| Vitória SC     | 80-72  | 84-63  | 66-89 | 89-100 | 99-71  | 62-74 | 100-67 | 68-73  | 71-81 | 88-74  | 84-74 | 71-70   | 77-82  |         |

| Pos. | Clube                | J  | V  | D  | PM   | PS   | Dif  | Pts | Classificação             |
| ---- | -------------------- | -- | -- | -- | ---- | ---- | ---- | --- | ------------------------- |
| 1    | Sporting CP          | 26 | 23 | 3  | 2309 | 1824 | 485  | 49  | Playoffs                  |
| 2    | FC Porto             | 26 | 22 | 4  | 2158 | 1768 | 390  | 48  | Playoffs                  |
| 3    | Imortal Luzigás      | 26 | 20 | 6  | 2203 | 1982 | 221  | 46  | Playoffs                  |
| 4    | Sport Lisboa Benfica | 26 | 19 | 7  | 2333 | 2004 | 329  | 45  | Playoffs                  |
| 5    | UD Oliveirense       | 26 | 19 | 7  | 2205 | 1959 | 246  | 45  | Playoffs                  |
| 6    | Lusitânia Expert     | 26 | 17 | 9  | 2161 | 2078 | 83   | 43  | Playoffs                  |
| 7    | CAB Madeira          | 26 | 12 | 14 | 2165 | 2242 | -77  | 38  | Playoffs                  |
| 8    | Vitória SC           | 26 | 12 | 14 | 2074 | 2134 | -60  | 38  | Playoffs                  |
| 9    | Ovarense Gavex       | 26 | 9  | 17 | 2086 | 2203 | -117 | 35  | Playoffs de rebaixamento  |
| 10   | Académica Efapel     | 26 | 9  | 17 | 1973 | 2105 | -132 | 35  | Playoffs de rebaixamento  |
| 11   | Galitos Barreiro     | 26 | 8  | 18 | 1933 | 2189 | -256 | 34  | Playoffs de rebaixamento  |
| 12   | Esgueira/Aveiro/OLI  | 26 | 7  | 19 | 1973 | 2127 | -154 | 33  | Playoffs de rebaixamento  |
| 13   | Maia Basket Clube    | 26 | 3  | 23 | 1881 | 2268 | -387 | 29  | Rebaixados para a ProLiga |
| 14   | FC Barreirense       | 26 | 2  | 24 | 1841 | 2412 | -571 | 28  | Rebaixados para a ProLiga |

## MVP Tissot por jornada
| Jornada | Jogador             | Equipa          | Ref    |
| ------- | ------------------- | --------------- | ------ |
| 1       | Cameron Jackson     | Benfica         | [ 5 ]  |
| 2       | Temidayo Yussuf     | Lusitânia       | [ 6 ]  |
| 3       | DJ Fenner           | Imortal Luzigás | [ 7 ]  |
| 4       | Cameron Jackson (2) | Benfica         | [ 8 ]  |
| 5       | Justin Alston       | UD Oliveirense  | [ 9 ]  |
| 6       | Larry Gordon        | FC Porto        | [ 10 ] |
| 7       | Diogo Gameiro       | CAB Madeira     | [ 11 ] |
| 9       | Ian Kinard          | FC Barreirense  | [ 12 ] |
| 10      | Arvydas Gydra       | CAB Madeira     | [ 13 ] |
| 12      | Tyere Marshall      | Imortal Luzigás | [ 14 ] |
| 14      | Kurt James          | FC Barreirense  | [ 15 ] |
| 15      | Trey Moses          | Ovarense Gavex  | [ 16 ] |
|         |                     |                 |        |

## Playouts
| Equipa 1         | Série | Equipa 2            | 1.º jogo | 2.º jogo | 3.º jogo  | 4.º jogo | 5.º jogo |
| ---------------- | ----- | ------------------- | -------- | -------- | --------- | -------- | -------- |
| Ovarense Gavex   | 3 - 1 | Esgueira/Aveiro/OLI | 75 - 82  | 73 - 63  | 103 - 92  | 92 - 85  | n.e.     |
| Académica Efapel | 3 - 0 | Galitos Barreiro    | 95 - 88  | 87 - 86  | 109 - 100 | n.e.     | n.e.     |

n.e.: não efetuado devido a uma das equipas já ter ganho 3 jogos

## Playoffs

### Confrontos
|  | Quartas-de-final | Quartas-de-final | Quartas-de-final |          |   | Semifinais | Semifinais | Semifinais |  |  | Final | Final       | Final |
|  |                  |                  |                  |          |   |            |            |            |  |  |       |             |       |
|  | 1                | Sporting         | 3                |          |   |            |            |            |  |  |       |             |       |
|  | 8                | Vitória          | 1                |          |   |            |            |            |  |  |       |             |       |
|  | 8                | Vitória          | 1                |          |   | Sporting   | 3          |            |  |  |       |             |       |
|  |                  |                  |                  |          |   | Sporting   | 3          |            |  |  |       |             |       |
|  |                  |                  | Benfica          | 0        |   |            |            |            |  |  |       |             |       |
|  | 4                | Benfica          | Benfica          | 0        | 3 |            |            |            |  |  |       |             |       |
|  | 4                | Benfica          |                  |          | 3 |            |            |            |  |  |       |             |       |
|  | 5                | Oliveirense      | 1                |          |   |            |            |            |  |  |       |             |       |
|  |                  |                  |                  |          |   |            |            |            |  |  |       | Sporting CP | 3     |
|  |                  |                  |                  | FC Porto | 2 |            |            |            |  |  |       |             |       |
|  | 2                | FC Porto         | 3                |          |   |            |            |            |  |  |       |             |       |
|  | 7                | CAB Madeira      | 1                |          |   |            |            |            |  |  |       |             |       |
|  | 7                | CAB Madeira      | 1                |          |   | FC Porto   | 3          |            |  |  |       |             |       |
|  |                  |                  |                  |          |   | FC Porto   | 3          |            |  |  |       |             |       |
|  |                  |                  | Imortal          | 0        |   |            |            |            |  |  |       |             |       |
|  | 3                | Imortal          | Imortal          | 0        | 3 |            |            |            |  |  |       |             |       |
|  | 3                | Imortal          |                  |          | 3 |            |            |            |  |  |       |             |       |
|  | 6                | Lusitânia        | 0                |          |   |            |            |            |  |  |       |             |       |

#### Quartos de final
| Equipa 1        | Série | Equipa 2       | 1.º jogo | 2.º jogo | 3.º jogo | 4.º jogo | 5.º jogo |
| --------------- | ----- | -------------- | -------- | -------- | -------- | -------- | -------- |
| Sporting CP     | 3 - 1 | Vitória SC     | 94 - 58  | 85 - 67  | 71 - 84  | 97 - 80  | n.e.     |
| S.L. Benfica    | 3 - 1 | UD Oliveirense | 95 - 89  | 88 - 89  | 82 - 79  | 97 - 88  | n.e.     |
| FC Porto        | 3 - 1 | CAB Madeira    | 105 - 53 | 77 - 64  | 79 - 86  | 98 - 85  | n.e.     |
| Imortal Luzigás | 3 - 0 | Lusitânia      | 94 - 81  | 102 - 84 | 96 - 80  | n.e.     | n.e.     |

n.e.: não efetuado devido a uma das equipas já ter ganho 3 jogos

#### Semifinal
| Equipa 1    | Série | Equipa 2        | 1.º jogo | 2.º jogo | 3.º jogo | 4.º jogo | 5.º jogo |
| ----------- | ----- | --------------- | -------- | -------- | -------- | -------- | -------- |
| Sporting CP | 3 - 0 | S.L. Benfica    | 92 - 86  | 83 - 75  | 95 - 82  | ne       | ne       |
| FC Porto    | 3 - 0 | Imortal Luzigás | 92 - 67  | 110 - 68 | 97 - 68  | ne       | ne       |

#### Final
| Equipa 1    | Série | Equipa 2 | 1.º jogo | 2.º jogo | 3.º jogo | 4.º jogo | 5.º jogo |
| ----------- | ----- | -------- | -------- | -------- | -------- | -------- | -------- |
| Sporting CP | 3 - 2 | FC Porto | 74 - 72  | 69 - 81  | 73 - 87  | 80 - 76  | 86-85    |

## Premiação
| LPB "Placard" 2020-21 Campeões |
| ------------------------------ |
| Sporting CP 9º Título          |

## Clubes de Portugal em competições internacionais
| Clube    | Competição        | Resultado                                                  |
| -------- | ----------------- | ---------------------------------------------------------- |
| Sporting | Liga dos Campeões | Eliminado Gr. C da fase classificatória por Igokea (64-70) |
| Sporting | Copa Europeia     | Eliminado 4º Gr.C Temporada regular (0v - 3d)              |